# Momimaru
momimaru（もみまる、1996年8月30日 - ）は日本のヒューマンビートボクサー。本名は籾山 祐之介。

## 経歴
岐阜県岐阜市出身、瑞穂市在住。岐阜県立大垣工業高等学校、あいち造形デザイン専門学校卒業。
Japan Beatbox Championship 2015にてBest16。
Japan Beatbox Championship 2017ではBest4という成績を残す。
Japan Beatbox Championship 2018ソロ部門で優勝を果たし、日本チャンピオンとなった。
2019年のAsia Beatbox Championshipでは4位という結果を残した。
2020年4月より、自身のYouTubeチャンネルにてレッスン動画や解説動画を中心とした動画投稿を開始する。
2021年8月30日、自身の誕生日に入籍を発表し、YouTubeにてバースデーLIVEを行った。2021年10月よりmomimaruレッスンという名でマンツーマンの個人レッスンを開講している。2021年10月頃は青髪であった。2021年12月、ラッパーのSKRYUをゲストに呼び楽曲「Indigo Blue」を発表。
2022年3月26日には、2015年公式女性チャンピオンであるRinkaと立ち上げた「Japan Beatbox Club」を主催として「JPN CUP ALL STAR BEATBOX BATTLE」を岐阜県にて開催した。
2023年開催の『BEATCITY JAPAN 2023』にて優勝。GBB2023のソロ部門のシード権を獲得した。2023年には、Youtubeチャンネル「令和の虎」に、第371回の志願者として出演した。

## バトル
| 大会名                          | 結果     |
| ------------------------------- | -------- |
| Japan Beatbox Championship 2015 | ベスト16 |
| Japan Beatbox Championship 2017 | ベスト4  |
| Japan Beatbox Championship 2018 | 優勝     |
| Asia Beatbox Championship 2019  | 4位      |
| BEATCITY JAPAN 2023             | 優勝     |
| Grand Beatbox Battle 2023       | ベスト8  |